# ادگمونت (داکوتای جنوبی)
ادگمونت(به انگلیسی: Edgemont) شهری در ایالت داکوتای جنوبی کشور ایالات متحده آمریکا است که جمعیت آن در سرشماری سال ۲۰۱۰ میلادی، ۷۷۴ نفر بوده‌است.